# Autobusna linija br. 224 u Zagrebu
Linija 224 (Dubec – Novoselec) dnevna je autobusna linija u Zagrebu.
Prometuje svaki dan na trasi: Dubec – ul. Dubrava – Zagrebačka cesta – (smjer A: Ulica Anke Krizmarić) – Brestovečka ulica – Žugčićeva ulica – Novoselečki trg – (smjer A: Novoselečki put → Veliki vrh → Senščak → Novoselečki put) – Novoselec. Polazak na stajalištu Novoselec se čeka u smjeru Dupca.
Povezuje Novoselec s tramvajsko-autobusnim terminalom Dubec i stajalištem Brestovečka gdje je moguće presjedanje na autobusne linije prema Sesvetama ili Novom Jelkovcu.

## Vanjske poveznice
- Vozni red linije 224

1. ↑  Datoteke u GTFS formatu. zet.hr. Pristupljeno 5. lipnja 2025. - Sadrži informacije tijela javne vlasti u skladu s Otvorenom dozvolom